# Périssac
Périssac é uma comuna francesa na região administrativa da Nova Aquitânia, no departamento da Gironda. Estende-se por uma área de 12,17 km². Em 2010 a comuna tinha 1 212 habitantes (densidade: 99,6 hab./km²).